# Banu Gibson

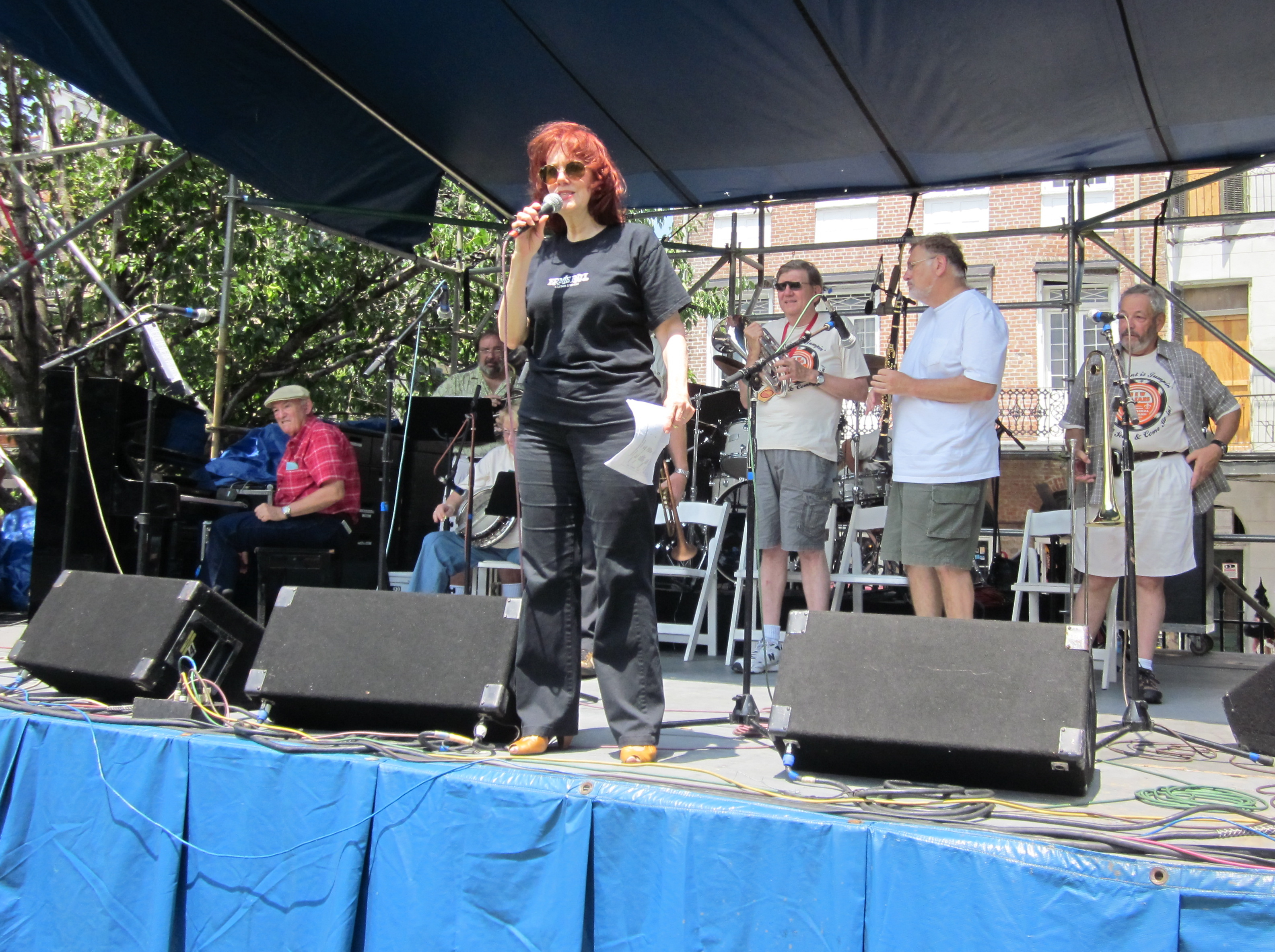
Banu Gibson (SatchmoFest 2010)

Banu Gibson (Dayton, Ohio, 24 oktober 1947) is een Amerikaanse zangeres in de traditionele jazz.

## Biografie
Gibson groeide op in Hollywood (Florida) en kreeg zangles bij een operazangeres. In 1967/1968 trad ze in een club in Miami op met Phil Napoleon. Ze toerde met Your Father’s Mustache (1969-1972). In 1973 ging ze in New Orleans wonen, waar ze ook als choreografe werkte. Daarnaast ging ze banjo spelen. In 1981 richtte ze een sextet op. Gibson toerde met Wild Bill Davison en met haar New Orleans Hot Jazz Orchestra in Europa. Met de World’s Greatest Jazz Band trad ze op in Japan. Sinds 1981 heeft ze tot dusver (2017) 13 albums onder eigen naam uitgebracht. De meeste albums kwamen uit op haar eigen platenlabel Swing Out. Volgens criticus Scott Yanow behoren die platen tot de top van het klassieke (jaren '20 en '30) jazz-genre.

## Discografie (selectie)
- By Myself (Swing Out 2017)
- Sings Johnny Mercer (Swing Out 2004)
- Banu Gibson & Bucky Pizzarelli Steppin’ Out (Swing Out 2002, met Brian Ogilvie, Jon-Erik Kellso, Connie Jones, David Boeddinhaus, Bill Huntington, Jake Hanna)
- You Don't Know My Mind (Swing Out 1990) ('Albumpick' Allmusic.com)[1]
- On Tour (Jazzology Records 1988)
- Banu Gibson & The New Orleans Hot Jazz Orchestra Jazz Baby (Stomp Off 1984)